# Grand Prix Kanady 1992
Grand Prix Kanady 1992 (oryg. Grand Prix Molson du Canada) – siódma runda Mistrzostw Świata Formuły 1 w sezonie 1992, która odbyła się 14 czerwca 1992, po raz 14. na torze Circuit Gilles Villeneuve.
30. Grand Prix Kanady, 24. zaliczane do Mistrzostw Świata Formuły 1.

## Wyniki

### Kwalifikacje
| P                          | Nr | Kierowca             | Konstruktor(-silnik)  | Opony | Czas     | Odstęp   | Strata   |
| -------------------------- | -- | -------------------- | --------------------- | ----- | -------- | -------- | -------- |
| 1                          | 1  | Ayrton Senna         | McLaren-Honda         | G     | 1:19.775 | -        | -        |
| 2                          | 6  | Riccardo Patrese     | Williams-Renault      | G     | 1:19.872 | 0:00.097 | 0:00.097 |
| 3                          | 5  | Nigel Mansell        | Williams-Renault      | G     | 1:19.948 | 0:00.076 | 0:00.173 |
| 4                          | 2  | Gerhard Berger       | McLaren-Honda         | G     | 1:20.145 | 0:00.197 | 0:00.370 |
| 5                          | 19 | Michael Schumacher   | Benetton-Ford         | G     | 1:20.456 | 0:00.311 | 0:00.681 |
| 6                          | 12 | Johnny Herbert       | Lotus-Ford            | G     | 1:21.645 | 0:01.189 | 0:01.870 |
| 7                          | 20 | Martin Brundle       | Benetton-Ford         | G     | 1:21.738 | 0:00.093 | 0:01.963 |
| 8                          | 27 | Jean Alesi           | Ferrari               | G     | 1:21.777 | 0:00.039 | 0:02.002 |
| 9                          | 28 | Ivan Capelli         | Ferrari               | G     | 1:22.297 | 0:00.520 | 0:02.522 |
| 10                         | 11 | Mika Häkkinen        | Lotus-Ford            | G     | 1:22.360 | 0:00.063 | 0:02.585 |
| 11                         | 30 | Ukyō Katayama        | Larrousse-Lamborghini | G     | 1:22.510 | 0:00.150 | 0:02.735 |
| 12                         | 16 | Karl Wendlinger      | March-Ilmor           | G     | 1:22.566 | 0:00.056 | 0:02.791 |
| 13                         | 24 | Gianni Morbidelli    | Minardi-Lamborghini   | G     | 1:22.594 | 0:00.028 | 0:02.819 |
| 14                         | 4  | Andrea de Cesaris    | Tyrrell-Ilmor         | G     | 1:22.635 | 0:00.041 | 0:02.860 |
| 15                         | 22 | Pierluigi Martini    | Dallara-Ferrari       | G     | 1:22.850 | 0:00.215 | 0:03.075 |
| 16                         | 9  | Michele Alboreto     | Footwork-Mugen-Honda  | G     | 1:22.878 | 0:00.028 | 0:03.103 |
| 17                         | 32 | Stefano Modena       | Jordan-Yamaha         | G     | 1:23.023 | 0:00.145 | 0:03.248 |
| 18                         | 15 | Gabriele Tarquini    | Fondmetal-Ford        | G     | 1:23.063 | 0:00.040 | 0:03.288 |
| 19                         | 29 | Bertrand Gachot      | Larrousse-Lamborghini | G     | 1:23.138 | 0:00.075 | 0:03.363 |
| 20                         | 17 | Paul Belmondo        | March-Ilmor           | G     | 1:23.189 | 0:00.051 | 0:03.414 |
| 21                         | 25 | Thierry Boutsen      | Ligier-Renault        | G     | 1:23.203 | 0:00.014 | 0:03.428 |
| 22                         | 26 | Érik Comas           | Ligier-Renault        | G     | 1:23.212 | 0:00.009 | 0:03.437 |
| 23                         | 21 | JJ Lehto             | Dallara-Ferrari       | G     | 1:23.249 | 0:00.037 | 0:03.474 |
| 24                         | 33 | Maurício Gugelmin    | Jordan-Yamaha         | G     | 1:23.431 | 0:00.182 | 0:03.656 |
| 25                         | 23 | Christian Fittipaldi | Minardi-Lamborghini   | G     | 1:23.433 | 0:00.002 | 0:03.658 |
| 26                         | 3  | Olivier Grouillard   | Tyrrell-Ilmor         | G     | 1:23.469 | 0:00.036 | 0:03.694 |
| Nie zakwalifikowali się    |    |                      |                       |       |          |          |          |
|                            | 10 | Aguri Suzuki         | Footwork-Mugen-Honda  | G     | 1:23.721 | 0:00.252 | 0:03.946 |
|                            | 7  | Eric van de Poele    | Brabham-Judd          | G     | 1:24.499 | 0:00.778 | 0:04.724 |
|                            | 14 | Andrea Chiesa        | Fondmetal-Ford        | G     | 1:25.044 | 0:00.545 | 0:05.269 |
|                            | 8  | Damon Hill           | Brabham-Judd          | G     | 1:25.812 | 0:00.768 | 0:06.037 |
| Nie przedkwalifikowali się |    |                      |                       |       |          |          |          |
|                            | 34 | Roberto Moreno       | Moda-Judd             | G     | 1:43.557 | 0:17.745 | 0:23.782 |
| P                          | Nr | Kierowca             | Konstruktor(-silnik)  | Opony | Czas     | Odstęp   | Strata   |

### Wyścig
| Pos | No | Kierowca             | Konstruktor           | Okrążeń | Czas/powód NU   | Poz. Start. | Punktów |
| --- | -- | -------------------- | --------------------- | ------- | --------------- | ----------- | ------- |
| 1   | 2  | Gerhard Berger       | McLaren-Honda         | 69      | 1:37:08.299     | 4           | 10      |
| 2   | 19 | Michael Schumacher   | Benetton-Ford         | 69      | + 12.401        | 5           | 6       |
| 3   | 27 | Jean Alesi           | Ferrari               | 69      | + 1:07.327      | 8           | 4       |
| 4   | 16 | Karl Wendlinger      | March-Ilmor           | 68      | + 1 okrążenie   | 12          | 3       |
| 5   | 4  | Andrea de Cesaris    | Tyrrell-Ilmor         | 68      | + 1 okrążenie   | 14          | 2       |
| 6   | 26 | Érik Comas           | Ligier-Renault        | 68      | + 1 okrążenie   | 22          | 1       |
| 7   | 9  | Michele Alboreto     | Footwork-Mugen-Honda  | 68      | + 1 okrążenie   | 16          |         |
| 8   | 22 | Pierluigi Martini    | Dallara-Ferrari       | 68      | + 1 okrążenie   | 15          |         |
| 9   | 21 | Jyrki Järvilehto     | Dallara-Ferrari       | 68      | + 1 okrążenie   | 23          |         |
| 10  | 25 | Thierry Boutsen      | Ligier-Renault        | 67      | + 2 Okrążeń     | 21          |         |
| 11  | 24 | Gianni Morbidelli    | Minardi-Lamborghini   | 67      | + 2 Okrążeń     | 13          |         |
| 12  | 3  | Olivier Grouillard   | Tyrrell-Ilmor         | 67      | + 2 Okrążeń     | 26          |         |
| 13  | 23 | Christian Fittipaldi | Minardi-Lamborghini   | 65      | + 4 Okrążeń     | 25          |         |
| 14  | 17 | Paul Belmondo        | March-Ilmor           | 64      | + 5 Okrążeń     | 20          |         |
| NU  | 30 | Ukyō Katayama        | Larrousse-Lamborghini | 61      | Silnik          | 11          |         |
| NU  | 20 | Martin Brundle       | Benetton-Ford         | 45      | Przen. napędu   | 7           |         |
| NU  | 6  | Riccardo Patrese     | Williams-Renault      | 43      | Skrz. biegów    | 2           |         |
| NU  | 1  | Ayrton Senna         | McLaren-Honda         | 37      | Elektryka       | 1           |         |
| NU  | 32 | Stefano Modena       | Jordan-Yamaha         | 36      | Przen. napędu   | 17          |         |
| NU  | 11 | Mika Häkkinen        | Lotus-Ford            | 35      | Skrz. biegów    | 10          |         |
| NU  | 12 | Johnny Herbert       | Lotus-Ford            | 34      | Sprzęgło        | 6           |         |
| NU  | 28 | Ivan Capelli         | Ferrari               | 18      | Wypadł z toru   | 9           |         |
| NU  | 5  | Nigel Mansell        | Williams-Renault      | 14      | Wypadł z toru   | 3           |         |
| NU  | 33 | Maurício Gugelmin    | Jordan-Yamaha         | 14      | Przen. napędu   | 24          |         |
| DSQ | 29 | Bertrand Gachot      | Larrousse-Lamborghini | 14      | Dyskwalifikacja | 19          |         |
| NU  | 15 | Gabriele Tarquini    | Fondmetal-Ford        | 0       | Przen. napędu   | 18          |         |
| NZ  | 10 | Aguri Suzuki         | Footwork-Mugen-Honda  |         |                 |             |         |
| NZ  | 7  | Eric van de Poele    | Brabham-Judd          |         |                 |             |         |
| NZ  | 14 | Andrea Chiesa        | Fondmetal-Ford        |         |                 |             |         |
| NZ  | 8  | Damon Hill           | Brabham-Judd          |         |                 |             |         |
| NPK | 34 | Roberto Moreno       | Moda-Judd             |         |                 |             |         |